# Silvia Dionisio
Silvia Dionisio (Roma, 28 de septiembre de 1951) es una actriz italiana, reconocida por su aparición en numerosas películas en la década de 1970.

## Carrera
Nacida en Roma, Dionisio hizo su debut en el cine a los 14 años en la película Darling. Su carrera continuó apareciendo en películas musicales italianas al lado de cantantes como Mario Tessuto, Gianni Dei, Little Tony y Mal Ryder. En el set de una de estas películas conoció al polémico cineasta Ruggero Deodato, quien se convirtió en su esposo. Tuvieron un hijo, Saverio Deodato-Dionisio, quien también se convirtió en actor.

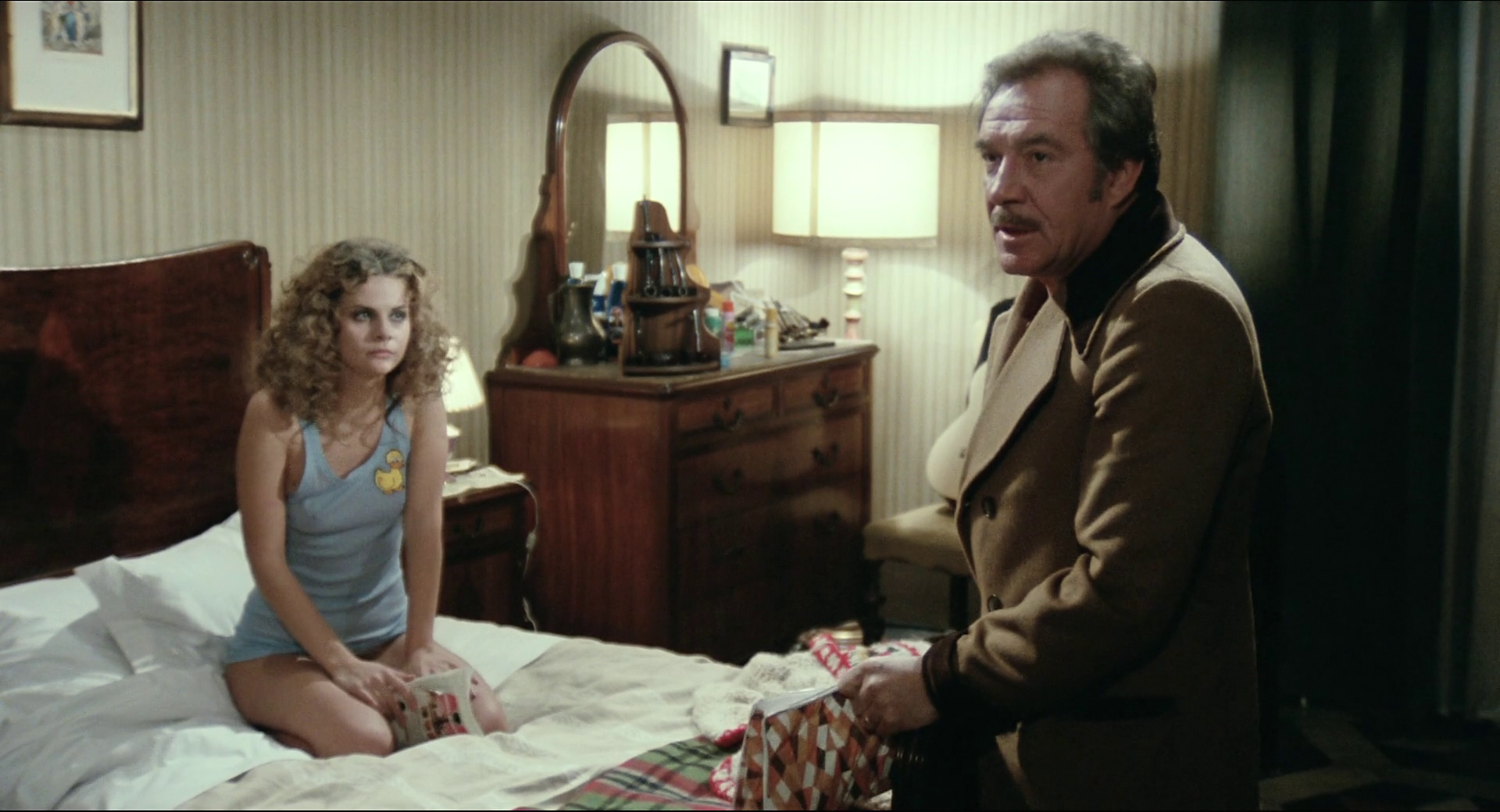
Dionisio en Amici miei, 1975.

En 1970 apareció en A Girl Called Jules, una película en la que interpretó escenas de sexo lésbico. En 1975 protagonizó Ondata di piacere, la única película totalmente erótica de su carrera, dirigida por Deodato. El mismo año interpretó a la amante del personaje de Ugo Tognazzi en Habitación Para Cuatro (Amici miei) de Mario Monicelli. A finales de la década de 1980 se retiró de la industria.

## Filmografía destacada
- Rita the Mosquito (1966)
- Pronto... c'è una certa Giuliana per te (1967)
- The Young, the Evil and the Savage (1968)
- Police Chief Pepe (1969)
- Pensiero d'amore (1969)
- Giacomo Casanova: Childhood and Adolescence (1969)
- A Girl Called Jules (1970)
- The Swinging Confessors (1970)
- The Scalawag Bunch (1971)
- Blood for Dracula (1974)
- Habitación Para Cuatro  (Amici miei) (1975)
- Live Like a Cop, Die Like a Man (1976)
- Il comune senso del pudore (1976)
- Bloody Payroll (1976)
- Fear in the City (1976)
- Il... Belpaese (1977)
- Il marito in collegio (1977)
- Lobster for Breakfast (1979)
- Terror Express (1979)
- Crimebusters (1976)
- Ciao marziano (1980)
- Murder Obsession (1981)